# Těsnicí koule

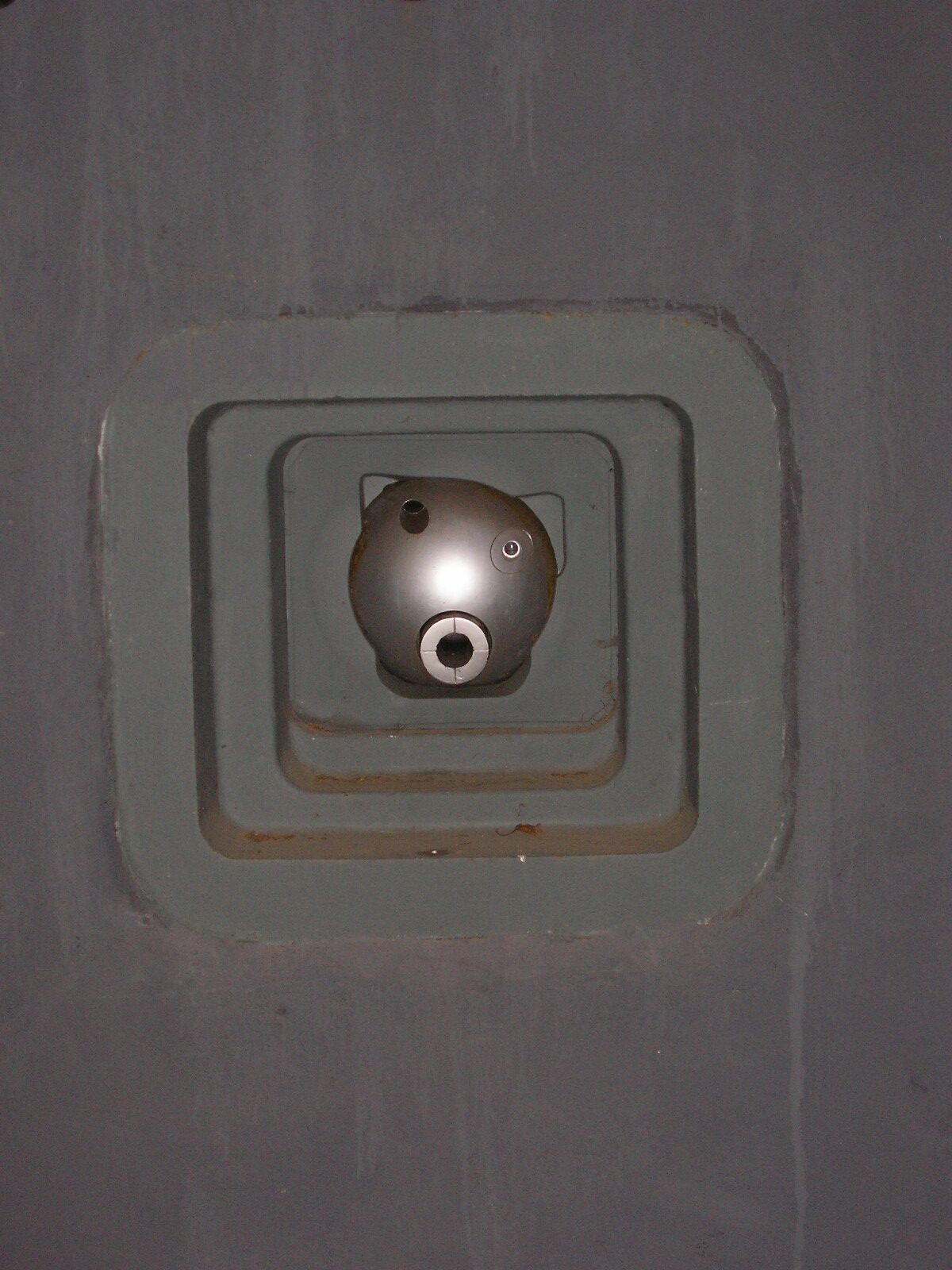
Těsnicí koule ve střílně srubu K-S 5 U potoka

Těsnicí koule je zařízení, které se používalo ve střeleckých místnostech při osazení hlavní zbraně opevněného objektu. Sloužila k tomu, aby vykryla všechno prázdné místo, které by vzniklo mezi hlavní zbraně a hranou střílny, tak, aby chránila obsluhu zbraně i samotnou zbraň. Skrz kouli vedly jen otvory pro samotnou hlaveň, dalekohled popřípadě i doplňující zbraň (kulomet).